# Wolfgang Christoph Truchsess von Waldburg

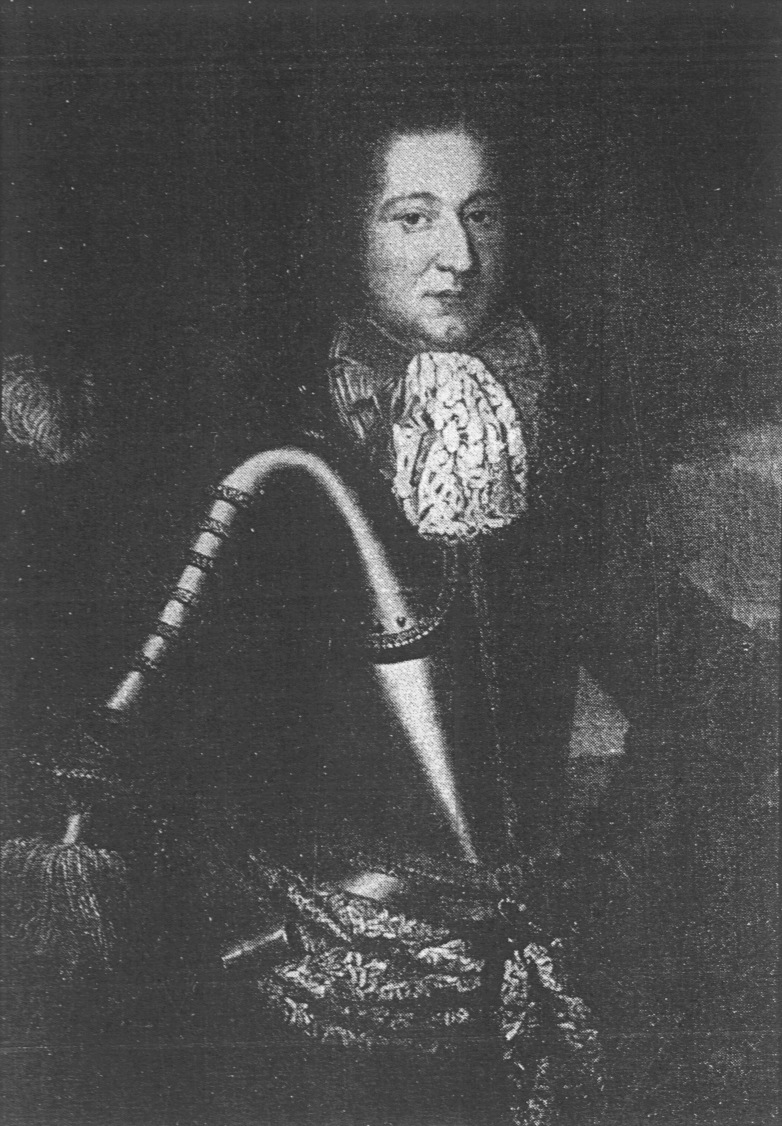
Wolfgang Christoph Truchsess von Waldburg

Wolfgang Christoph Graf Truchsess von Waldburg (* 11. Februar 1643; † 26. Januar 1688 in Pillau) war ein kurbrandenburgischer Generalmajor.
Wolfgang Christoph wurde als Sohn von Johann Albrecht Graf Truchsess von Waldburg (Herr zu Friedrichstein und Barten; † 1655) und Anna Sibylle von Packmohr († 1652) geboren. Auch sein Bruder Graf Joachim Heinrich Truchsess von Waldburg (* 23. April 1649; † 14. Oktober 1718) war kurbrandenburgischer Offizier (Generalleutnant).
Schon 1663 diente Wolfgang Christoph als kurbrandenburgischer Oberstleutnant unter dem Herzog August von Holstein-Plön (1635–1699) in den Türkenkriegen. 1683 war er Oberst und Führer eines brandenburgischen Hilfskorps gegen die Türken. Mit 1000 Mann zu Fuß und 200 Dragonern halfen er und Hans Albrecht von Barfus unter anderem die Festung Gran zu erobern. Im Februar 1684 kehrte er nach Preußen zurück. Bereits im März wurde er erneut Führer eines Hilfskorps. Unter ihm dienten die Obersten Karl Ernst Graf zu Dohna und der Prinz Alexander von Kurland. Am 20. Juni 1684 wurde Graf Truchsess von Waldburg zum Generalmajor befördert und bekam den Posten des Gouverneurs  der Festung Pillau. Auf diesem wichtigen Posten sollte er auch 1686 verbleiben, als er den Großen Kurfürsten bat, wieder gegen die Türken ins Feld zu ziehen. Im selben Jahr wurde er auch in den Reichsgrafenstand erhoben. Er starb 1688 in Pillau.

## Familie
Seit 1679 war Waldburg mit Luise Katharina von Rautter verw. de Chiese (auch de la Chièze) († 4. Juni 1703) verheiratet. Von den Kindern überlebten:
- Helene Dorothea (* 24. Mai 1680; † 15. Juli 1712) ⚭  12. März 1703 Heinrich Wilhelm zu Solms-Wildenfels (* 27. Mai 1675; † 15. September 1741)
- Karl Ludwig (* 1685; † 22. April 1738), preußischer Generalmajor ⚭ Sophie Charlotte von Wylich und Lottum (1694–1771), Tochter von Philipp Karl von Wylich und Lottum